# Marcel Géry
Marcel Géry (* 15. března 1965 Smolenice) je bývalý československý a kanadský sportovní plavec. Bronzový olympijský medailista z olympijských her 1992 v barvách Kanady.

## Osobní život
Narodil se v porodnici ve Smolenici a vyrostl v Cíferi u Trnavy. Oba rodiče pracovali v pohostinství. Otec Jaroslav hrál dlouhé roky okresní (krajskou) ligu ve stolním tenise. Měl starší sestru Jaroslavu a staršího bratra Róberta, kteří se sportu aktivně nevěnovali.
K jeho silným povahovým stránkám patřila skromnost a houževnatost. K slabším stránkám nedůslednost a nepořádnost. Mezi novináři byl ceněn jeho profesionální přístup k tréninku i k závodům. Působil skromně, byl spíše uzavřenější povahy a nikdy kolem sebe nedělal větší rozruch. Měl záchvaty vzteku, když se mu nepodařil závod. Měl puntičkářskou povahu, pokud se mu něco nepovedlo, byl schopný se tím několik dní užírat a hledat příčinu neúspěchu. Neměl rád zimu, vítr, přesto se i v těchto podmínkách dokázal plavat rekordní časy. Trenér Ladislav Hlavatý o něm řekl: „Ak o niečo ide, vždy sa dokáže vybičovať k maximálnému výkonu.“
Byl náchylný v různým formám nachlázení a jeho typickou výbavou na závodech byl župan, spacák a teplé rukavice.
V únoru 1985 maturoval na trnavském gymnáziu (dnes Gymnázium Jána Hollého) a nastoupil vysokoškolské studium na FTVS UK. V průběhu středoškolského studia měl individuální plán např. termíny zkoušek si volil sám a do školy chodil kvůli rannímu tréninku od 9 hodin.
Rád plaval v mělké, teplejší vodě cca 27 °C. V mělčím bazénu mu rychleji ubíhaly kachličky pod vodou.
Fyzioterapeut Jiří Jelínek ho za ty roky u reprezentace dobře znal a věděl, že v průběhu závodního dne (ráno rozplavba, večer finále) ho nesmí nechat přes poledne spát „rozespal by se a ztratil by jiskru.“
Často jezdil na mezinárodní závody s předsudkem, že některé soupeře nemá nárok porazit. „Věděl jsem, že na Grosse a Biondiho nemám...“ Později z jeho výroků byla vidět práce psychologa „Když jsem viděl startovní listinu, říkal jsem si, že by mělo být každé finále úspěchem. Pak to ze mě spadlo a začal jsem si dávat vyšší cíle.“ (Univerziáda v Kóbe, 1985)
Sbíral samolepky, odznaky a gramofonové desky.
S manželkou Michaelou původem z Bratislavy má dva syny Nathaniela (* 1990) a Nolana (* 1997). Od roku 1996 žije v kanadském městě Aurora na předměstí Toronta. Pracuje v oblasti nákupu a prodeje realit.

## Sportovní kariéra
K plaveckému sportu ho přivedla v raném věku náhoda. V 6 letech se s ním a jeho sourozenci převrátil člun na Slnečném jazeře u Senice a málem se utopil. Rodiče ho krátce na to přihlásili na kurzy plavání do Trnavy, kde ho učili plavat Magda Fróllová a Vladimír Teplanský. Po absolvování kurzu si ho vybral do přípravky plaveckého oddílu Vysokých škol Trnava trenér Mikuláš Lihán. Měl mimořádný cit pro vodu, nejvíc patrné to bylo při splývání a práci nohou. Od 8 let začal postupně s dvoufázovou přípravou v tréninkovém středisku mládeže (TSM) pod vedením Ladislava Hlavatého.
Začínal plavat všechny plavecké styly, ale při přechodu do dvoufázového tréninku vypustil prsa, pro které neměl vlohy a po čase i znak. Od svých 13 let se specializoval na motýlek a pro zpestření tréninku plaval doplňkově kraul. Jako žák a dorostenec plaval výhradně objemové tréninky zaměřené na vytrvalost – až 14 km denně. Silovou přípravu jeho trenér dlouho odkládal. Čekal až Géryho organismus na silovou přípravu a trénink bude připravený. S plnohodnotným rychlostním tréninkem tak začal až v 17 letech. K typickým tréninkovým metodám rychlostní přípravy patřilo plavání s vědrem nebo plavání s gumou za zády. Podle něho se na talentu bez práce nedá stavět, ale bez talentu se rychlost nenaučí, ta v člověku je nebo není. V podstatě se nedá natrénovat.
Od začátku bylo zřejmé, že na Slovensku vyrůstá velký plavecký talent. Slovenské sportovní noviny Šport ho poprvé zmiňují v roce 1976 jako 11 ročného nejmladšího účastníka juniorského mistrovství SSR.
V roce 1978 poprvé reprezentoval Československo na prestižní sportovní akci mladých sportovců ze socialistických zemí Družba ve Varšave. Na 100 m motýlek obsadil 3. místo v čase 1:02,69 a další dvě bronzové medaile vybojoval jako člen štafet.
V roce 1979 již na Družbě v bulharském Sandanski, na své nejoblíbenější trati 100 m motýlek zvítězil v čase 59,53 a kompletní sbírku medailí doplnil třemi stříbry v individuálních závodech a jedním bronzem se štafetou. Již dva roky se v jeho případě řešila otázka, do kterého střediska vrcholového sportu (SVS) ho zlanaří, a který velký klub bude dále reprezentovat. Největší zájem měla pochopitelně Bratislava, ale i Brno nebo Praha. Nakonec se na konci roku 1980 dostal do bratislavského SVS ministerstva školství. Zůstával však nadále doma v Trnavě v 25 metrovém bazénu. S trenérem Ladislavem Hlavatým měl osobní vztah, často u něho doma přespával, aby nemusel ráno dojíždět (cca 10 km) na trénink z rodného Cíferu. Dalším důvodem proč zůstával v Trnavě, byly tréninkové podmínky, které mu šili trenér se správcem trnavského bazénu na míru. Netajil se tím, že rád plave v cca 27 °C teplé vodě a v bazénech po republice byla teplota vody běžně 25–26 °C a dokonce i nižší – například přední český plavec Daniel Machek plaval nejraději v 25,5 °C, protože v studenější vodě cítil větší účinnost záběru. Zůstávat v malém klubu sebou neslo řadu nevýhod, mimo nedostatečného sparingu šlo o start ve štafetách. Když už VŠ Trnava přihlásila štafetu tak skončila v poli poražených. Na zimním mistrovství republiky v roce 1986 měl plavat poslední čtvrtý úsek štafety 4×200 m za trnavské vysokoškoláky. Po třetím úseku měli 15 metrovou ztrátu na předposlední štafetu a tak se rozhodl svůj úsek odkoupat. Štafeta byla v cíli diskvalifikována za „znevažování závodu posledním členem štafety“. Tato diskvalifikace měla v tisku dozvuk v podobě emotivních reakcí čtenářů např.: „Jak může reprezentovat ČSSR borec, který nastupuje k závodu jako k předem ztracenému?“.
V olympijském roce 1980 se v patnácti letech začal prosazovat mezi československou plaveckou špičkou. Pro sprinty zatím neměl potřebnou fyzickou sílu, ale na dvojnásobných tratích 200 m směle proháněl nejlepší československé plavce. Na červencovém letní mistrovství republiky seniorů v Brně stál poprvé na stupních vítězů v závode na 200 m motýlek. Vrcholem letní sezóny pro něho byl start na srpnovém juniorském mistrovství Evropy ve švédském Skövde, kde získal tři tituly juniorského mistra Evropy a jedno druhé místo – vyhrál 100 m volným způsobem v čase 54,09, 100 m motýlek vyhrál v čase 58,15, 200 m motýlek v čase 2:07,35, v polohovém závodě na 200 m skončil druhý za Maďarem Gáborem Hegedüsem. Mistrovství provázelo nevlídné počasí. Foukal silný vítr a do toho svítilo ostré severské slunce nebo pršelo. Šéftrenér juniorské reprezentace Josef Nalezený po návratu nemohl štěstím mluvit, při finálovém zápasu na 200 m motýlek přišel při fandění o hlas. Géry v tomto závodě vrátil loňskou porážku o setinu sekundy z Družby Maďaru Zoltánu Énekesovi. Sám uvedl, že po nečekaném vítězství si v dalších závodech začal hodně věřit a to byla příčina dalších úspěchů. Zároveň si postěžoval, že kdyby uměl pořádně plavecký styl prsa, měl by zlato i z polohového závodu. Jeho vystupování na mistrovství bylo na jeho věk vysoce profesionálně. Během mistrovství odmítal rozhovory s tím, že na všechny otázky novinářů odpoví po skončení celého mistrovství. Když se ho později novináři zeptali, co si během mistrovství ve Švédsku koupil, odpověděl, že ještě v žádném obchodě nebyl, protože přijel na mistrovství plavat, a ne shánět suvenýry.

### Mistrovství Evropy 1981, zlomená ruka, první rekord
Začátkem roku 1981 vyhrál anketu Mladé Fronty a ÚV SSM sportovní objev roku 1980. V rozhovoru působil skromným dojmem, měl trochu obavu z přechodu mezi dospělé plavce. Pravidelně trénoval s nejúspěšnějším slovenským plavcem Miloslavem Roľkem a viděl v kolika směrech se musí zlepšit aby se mu alespoň vyrovnal. Sportovní veřejnost objevila i jeho trenéra Ladislava Hlavatého, který byl ještě před letní sezónou 1980 mimo plaveckou obec neznámým asistentem z katedry tělesné výchovy a sportu pedagogické fakulty v Trnavě. S Gérym měl velké plány, ale také dodával „naše cíle jsou vysoké a dojít k nim můžeme jen postupně, o to však pevnějším krokem“.
Zimní sezóna pro něho skončila dříve, než začala. Začátkem března na mezinárodních závodech v Moskvě uklouzl po mokrých kachličkách a zlomil si ruku. Po měsíci sundal sádru a začal pomalu s tréninkem ve vodě. Ruka srostla v pořádku jen mu ještě několik týdnu případalo jako by k tělu nepatřila. V květnu odjel na dvoutýdenní soustředění do uzbeckého Taškentu. Koncem června překonal svůj první československý seniorský rekord. Na mezistátním trojutkání v rakouském Štýrském Hradci zaplaval 100 m volným způsobem za 53,37. 16. července na letním mistrovství republiky v Bratislavě tento výborný čas zničil výkonem 52,23. Svůj nový rekord komentoval slovy „věřil jsem, že zaplavu čas po 53 sekund, ale že se dostanu pomalu k hranici 51 sekund mě překvapilo. Soupeře jsem při závodě neregistroval a v závěru jsem vynaložil všechny svoje síly.“ Trenér Hlavatý byl z jeho závodu tak nervózní, že zapomněl pro kontrolu stlačit stopky.
Na závěrečném soustředění před odjezdem na mistrovství Evropy ve Strakonicích trénoval společně s Miloslavem Roľkem a Vlastimilem Černým a udivoval svojí mimořádnou výbušnosti. Ve Splitu na mistrovství Evropy byl přihlášen do tří závodů. 7. září v závodě na 100 m volný způsob postoupil z ranních rozplaveb časem 52,43 do odpoledního B-finále. B-finále se mu však nepovedlo, v závěru viditelně zvolnil a doplaval na 7. místě (celkově 15.) v čase 53,04. Za dva dny ho čekala jeho nejoblíbenější trať 100 m motýlek a z rozplaveb postoupil do odpoledního A-finále z posledního postupového osmého místa v čase 56,10. V A-finále v cíli potvrdil svoji osmou příčku ve výborném čase 55,83 (3 setiny za československým rekordem) a po diskvalifikaci Němce Michaela Große se posunul na konečné 7. místo. Úspěšné mistrovství zakončil závodem na 200 m motýlek. Z rozplaveb postoupil jako sedmý do A-finále společně s reprezentačním kolegou Vlastimilem Černým v čase 2:03,75. Ve finále své 7. místo uhájil v zlepšeném výkonu 2:03,28. Jeho vystoupení na mistrovství Evropy bylo hodnoceno velmi pozitivně.

### Mistrovství světa 1982 a problémy s imunitou
V zimní sezóně ho trápila různá nachlazení a do formy z loňského se začal vracet až v polovině března. V dubnu byl účastníkem kontroverzního závodu družstev v německém Sindelfingenu, odkud se 5 reprezentantů Československa nevrátilo domů. Z knihy Miloslava Roľka je patrné, že o emigraci svých reprezentačních kolegů věděl, a že o ní sám uvažoval. Nakonec se však rozhodl z neznámého důvodu výpravu neopustit a zůstat. Ráno před snídaní oznámil, že jeho spolubydlící z pokoje Vlastimil Černý není k nalezení.
Přípravu na letní sezónu absolvoval poprvé tři týdny v arménském horském středisku Cachkadzor. Po návratu ze Sovětského svazu zlepšil v Bratislavě počátkem června vlastní československý rekord na 100 m volný způsob na 52,05. a po týdnu překonal v Bratislavě na dorosteneckém mistrovství Slovenska časem 1:53,55 poprvé československý rekord na dvojnásobné trati 200 m volný způsob. Tímto si zajistil předčasnou nominaci na srpnové mistrovství světa v ekvádorském Guayaquilu.
Na závěrečnou třítýdenní přípravu na mistrovství světa odjel s Josefem Hladkým v polovině června do Söldenu v rakouských Alpách. Denně naplaval až 14 km a celkově za tři týdny 220 km. Reprezentační trenér Ladislav Špitálník byl s jeho výkony spokojený. Do Ekvádoru odlétal s Josefem Hladkým a s trenérem Špitálníkem přes New York 25. července, týden před začátkem mistrovství. Byl přihlášen i do závodu na 200 m motýlek, i když kvůli častým nachlazením měl v tréninku méně napláváno. Krátce předtím potvrdil formu na letním mistrovství republiky, kde vybojoval tři individuální tituly včetně dlouhého motýlku.
2. srpna stál v ekvádorském Guayaquilu na startu disciplíny 100 m motýlek a v cíli dohmátl v čase nového československého rekordu 55,54. Zajistil si tím start v odpoledním B-finále, kde nakonec časem 55,70 obsadil 5. místo (celkově 13. místo). Další den 3. srpna ho čekala ráno rozplavba na 100 m volný způsob, kde nakonec zaostal setinu (52,06) za vlastním československým rekordem a byl z dalších bojů vyřazen. Obsadil konečné 19. místo. Úspěšné mistrovství světa zakončil vystoupením na trati 200 m motýlek. Z rozplaveb postoupil časem 2:02,25 do B-finále, ve kterém skončil v čase 2:02,50 na 3. místě (celkově 11. místo).
V závěru sezóny při sčítání dat vyšlo najevo, že kvůli častým nemocem splnil roční objemový plán naplavaných kilometrů pouze na 65 %. Šéftrenér reprezentace Jan Vokatý uvedl, že při oponentuře jeho tréninkového plánu se domluvili na maximální spolupráci s lékaři aby se do budoucna vyřešila jeho slabší odolnost organismu vůči onemocněním.

### Mistrovství Evropy 1983 a optimálně nevyladěná forma
V průběhu zimní sezóny 1983 zapracoval na silové přípravě. Ráno před tréninkem hodinu posiloval a před odpoledním tréninkem posiloval další hodinu. V bratislavském středisku vrcholového sportu MŠ se mu dostalo maximální zdravotní péče od doktorů Pavla Handzoa, Andreje Getlíka a Ľudovíta Komadela a přípravu přežil bez větších zdravotní komplikací. Vyústěním této přípravy bylo jeho vystoupení v dubnu v mezistátním trojutkání ve finském Turku, kde v průběhu dvou dnů zlepšil československé rekordy na 100 m volný způsob (51,55) a 100 m motýlek (55,01).
Přípravu na letní sezónu absolvoval v květnu s Jožkou Hladkým a sovětskou reprezentací v arménském Cachkadzoru. Zdravotní potíže z minulé sezóny pominuly. Na červencovém letním mistrovství republiky potvrdil výbornou formu. Vzápětí odjel na s Janem Bidrmanem na 11 denní soustředění do Söldenu v rakouských Alpách. Šéftrenér reprezentace Jan Vokatý uvedl, že nemohl poslat větší počet plavců.
Na úvod srpnového mistrovství Evropy v Římě ho čekala doplňková disciplína 200 m volný způsob. Potřeboval si vyzkoušet bazén.S vědomím, že zítra plave 100 m motýlek, svoji první rozplavbu vypustil a dokoupal se do cíle v čase 2:07,35 na posledním 30. místě. Další den při ranních rozplavbách si však prožil jedno prvních velkých sportovních zklamání. Na své královské trati 100 m motýlek mu nevyšla obrátka a v čase 56,19 obsadil první nepostupové místo do A-finále. V odpoledním B-finále doplaval v čase 56,23 na 4. místě (celkově 12. místo). Následující den ráno stál na bloku závodu 100 m volný způsob. V rozplavbách skončil na celkovém 13. místě a postoupil do B-finále. V odpoledním B-finále zaplaval pátý nejlepší čas 52,02 a zopakoval celkové 13. místo. Po náročném programu měl před závodem na 200 m motýlek den volna. Při ranních rozplavbách byl nalosován do výhodné třetí rozplavby a s přehledem si pohlídal v čase 2:03,41 postup do A-finále. V odpoledním A-finále všem utekl favorizovaný Němec Michael Groß a souboj se snížil na druhé a třetí místo mezi ním Italem Paolo Revellim a sovětským Ukrajincem Serhijem Fesenkem. Po poslední obrátce obracel třetí se Sovětem s mírnou ztrátou na Itala a pár metrů před cílem byli tito tři srovnaní do jedné linie. O výsledku tak rozhodoval důraznější dohmat, v tom s oběma soupeři prohrál a skončil v československém rekordu 2:00,02 na nepopulárním 4. místě. Na závěr ho druhý den čekala polohové štafetě 4×100 m. Plaval v ní třetí motýlkářský úsek. Před letní sezónou ambiciózní polohová štafeta působila unaveným dojmem a skončila v rozplavbách na předposledním 11. místě.
Kritika ho poprvé nešetřila „na Gérym se jasně projevilo, co umí učinit i se zkušeným plavcem úkol získat medaili“.

### Olympijský rok 1984 – poprvé na závodech v USA, bojkot olympiády a Družba 84
V lednu na začátku olympijského roku 1984 odletěl s Josefem Hladkým, Janem Bidrmanem a trenérem Ladislavem Hlavatým na závody a tréninkové soustředění do texaského Austinu. Odlétali 4. ledna přes Kodaň a New York a vracet se měli 18. ledna. V Austinu se účastnil závodu na 100 a 200 m motýlek. Na 200 m motýlek závod vyhrál v čase 2:00,98 a na 100 m motýlek vyhrál B-finále. Negativní stránkou bylo, že nedošlo k dříve avizovanému společnému tréninku s místními plavci. Trenér Hlavatý se k tomu vyjádřil: „Neměli zájem společně s námi trénovat. Chtěl jsem týden zkoušet model jejích přípravy, ale zůstali jsme v bazénu sami.“ Oproti minulým letům, kdy pobyt hradila některá z amerických univerzit, si v roce 1984 museli vše platit sami, včetně pronájmu bazénu na trénink. Rozpačitý úvod olympijského roku, z pohledu československých sportovních funkcionářů, zakončilo neuskutečněné třítýdenní soustředění na Kubě, kam měl odletět s Hladkým, Bidrmanem a dalšími mladými plavci 6. února.
Na březnové zimní mistrovství republiky přijel do Brna ve výborné formě a svoje tituly ozdobil novým československým rekordem na 200 m volný způsob časem 1:53,04.
Trenér Ladislav Hlavatý zhodnotil zimní sezónu pozitivně. Až na 10 denní výpadek kvůli nachlazení neměl v přípravě problémy. Mezi tréninkové výpadky však musel započítat i čas na cestách, který dával dohromady cca 40 dní. Jako sparingpartner mu v přípravě pomáhal pražský vysokoškolák Martin Dvořák.
Začátkem dubna odjel na tréninkové soustředění do francouzského Font-Romeu-Odeillo-Via. Za tři týdny naplaval v nadmořské výšce 1800 m n. m. 300 km v čtyřdráhové pětadvacítce. Soustředění si pochvaloval „bylo to první soustředění kdy se mi vyhly všechny zdravotní potíže. Zhubl jsem 3,5 kg, myslím, že mi to prospěje. V červenci se do Font-Romeu s reprezentací opět vrátil a vynechal letní mistrovství republiky. Při druhém soustředění se zaměřili více na rychlost než celkový objem naplavaných kilometrů. Denně byl 4 hodiny v bazénu – 2 h ráno a 2 h odpoledne. Po návratu ho čekala v Olomouci závěrečná příprava s reprezentací na vrchol sezóny. Vrcholem sezóny však již nebyla olympiáda, ale závod Družba 84.
14. května vyšlo v tisku oficiální prohlášení o neúčasti Československa na olympijských hrách v Los Angeles. Víkend kdy československý olympijský výbor přijal toto stanovisko po vzoru dalších států východního bloku, byl na závodech v Římě. Jeho reakce na bojkot olympijských her byla na venek smířlivá. V tisku vyšlo jeho prohlášení, ve kterém podpořil stanovisko Československého olympijského výboru (ČSOV). Později v rozhovoru uvedl, že ho to pochopitelně ranilo, ale snažil se celou tu situaci pochopit a netrápit se tím.
Jako kompenzaci za olympijský závod v plavání byl zorganizován závod Družba 84 v Moskvě v druhé polovině srpna. Na 100 m motýlek vybojoval první bronzovou plaveckou medaili pro Československo časem 55,17. Další den na 100 m volný způsob zaplaval nový československý rekord 51,25, který stačil v A-finále na čtvrté místo. Druhou individuální medaili bronzovou přidal za tři dny na 200 m motýlek v čase 2:00,34. Po závodu byl mírně zklamaný, před závodem přijal výzvu pokořit poprvé hranici dvou minut, kterou nesplnil. Další tři bronzové medaile vybojoval ve štafetách, kde na posledním čtvrtém úseku udivoval svou dynamikou.
S přípravou na novou sezónu začal v říjnu. Dlouho plánovaná rekonstrukce trnavské pětadvacítky byla odložena a nemusel tak na tréninky dojíždět do Senice. V únoru ho čekala odložená maturita na gymnáziu.

### První medaile z mistrovství Evropy 1985 a univerziády, zakletý dlouhý motýlek
Začátek roku 1985 strávil ve Spojených státech ve městě Fayetteville. Na mezinárodních závodech v 25 m bazénu zvítězil v závodech na 100 m a 200 m motýlek. Na 100 m zaplaval nejlepší světový čas 53,57 – 25 m bazén, světové rekordy se v roce 1985 neevidovali. Po návratu přiznal, že se při závodech cítil unavený, nesedl mu sedmihodinový časový posun.
V březnu na mezistátním trojutkání v Brně zaplaval 100 m motýlek v novém československém rekordu 54,46 – jako slovenský rekord vydržel v platnosti 24 let. Po závodě nebyl se svým výkonem stoprocentně spokojený. Mrzelo ho, že se Francouzům podařilo změnit program a prohodit 100 m volný způsob za 100 m motýlek. Rekord tak zaplaval potom, co měl za sebou 100 m sprint kraulem.
Přípravu na letní sezónu absolvoval v dubnu na soustředění v Tatrách v hotelu FIS, kde byl nově zrekonstruován bazén pro potřeby závodních plavců. Prakticky celý květen však promarodil.
V červnu na velké ceně Slovenska v Bratislavě zlepšil v rozplavbách vlastní československý rekord na 100 m volný způsob na 51,08. Vyrovnanost výkonů potvrdil ve finále časem 51,11. Před letní sezónou paradoxně s trenérem Ladislavem Hlavatý řešili otázku, zdali nevypustit 100 m volným způsobem a soustředit se výhradně motýlek. Na 200 m motýlek se již rok snažil prolomit hranici 2 minut a v Bratislavě opět potvrdil, že její prolomení je především psychického rázu. Jeho čas v cíli 2:00,05 byl horší o tři desetiny jeho československého rekordu 2:00,02.
Koncem června odjel na tréninkové soustředění do francouzského Font-Romeu-Odeillo-Via. Příprava nebyla ideální, po týdnu do hotelu přijela skupina 37 Italů, která si vyhádala výhodnější časový plán v bazénu. Trenéry tak nejvíc těšilo, že všichni plavci absolvovali soustředění ve zdraví, až na několik drobných úrazů v doplňkových sportech jako fotbal. Po návratu překonal na letním mistrovství republiky o více než sekundu vlastní československý rekord na 200 m volný způsob časem 1:51,69. Na srpnové mistrovství Evropy v bulharské Sofii se rozhodl startovat pouze v motýlkářských disciplínách a ve štafetách. Hned úvodní den mistrovství vybojoval v závodě na 100 motýlek svoji první velkou bronzovou medaili v čase 54,86. Po závodě řekl: „Chtěl jsem být druhý, ale nakonec jsem moc rád, že to takto dopadlo.“ Před závodem připustil mírnou nervozitu. Chtěl plavat lehce, ale ta se z jeho projevu v samotném závodě vytratila. Po dni volna ho čekala sprinterská štafeta 4×100 m. Ve svém čtvrtém úseku vytáhl ve finále štafetu ze 7. místa na konečné 5. místo v čase 3:24,91. V tisku jeho výkon přirovnali k „hotovému uragánu“. Další den stál na startu své nejperspektivnější disciplíny 200 m motýlek. Postup z ranních rozplaveb si pohlídal z celkového třetího místa v čase 2:01,79. V A-finále se však u něho opět objevila psychická bariéra v podobě mety 2 minut. V cíli dohmátl v čase 2:00,54 až na pátém místě. Závod začal rychle, snažil se držet suveréna této disciplíny Němce Michaela Große, nasazené tempo však do cíle nevydržel. Závěrečný den mistrovství nastoupil do polohové štafety 4×100 m, kde plaval třetí motýlkářský úsek. V rozplavbách chybělo štafetě více štěstí, skončila na prvním nepostupovém 9. místě v čase 3:52,54, 41 setin od postupu do finále. Po návratu domů nedokázal trenér Hlavatý reálně pochopit, v čem spočíval problém jeho neúspěchu v dlouhém motýlku „hledají se příčiny, kde se stala chyba, vždyť právě u Marcela všechny tréninkové testy a nakonec i sofijské výsledky napovídaly, že hranice dvou minut musí padnout“. Finální rozbor jeho výkonů chtěl nechat po plaveckých závodech univerziády v japonském Kóbe.
21. srpna odletěl přes Londýn na univerziádu do Kóbe jako jediný československý plavec. Úvodní den plaveckých soutěží vybojoval na 200 m volný způsob bronzovou medaili v čase nového československého rekordu 1:50,98. K tomuto času se vytáhl po boku Američana Matta Biondiho. 100 m začal pomaleji za 54,96 a v cíli byl přesvědčen, že je schopný plavat ještě o sekundu lépe. Další den v krátkém motýlku na 100 m obsadil ve finále v čase 54,87 6. místo. Následující den zaplaval ve finále na 100 m volný způsob nový československý rekord 50,93 a skončil na 4. místě – čas 50,93 vydržel v platnosti jako slovenský rekord 30 let. Závěrečný den plaveckých soutěží na 200 m motýlek obsadil ve finále 5. místo v čase 2:00,72. Po návratu uvedl, že se cítil i přes kratší aklimatizaci dobře. S výsledky byl spokojený, mrzel ho akorát výkon v dlouhém motýlku „tam se mi prostě nedaří“. Finále plaval znovu ve vedlejší dráze s Němcem Michaelem Großem. Zvolil odlišnou strategii než na mistrovství Evropy. Začal pomaleji 100 m za 59,2, ale závěrečný sprint stačil opět jen na čas těsně přes 2 minut. Vytrvalost v sobě měl, jak několikrát předvedl na 200 m volný způsob, jen v motýlku jí nedokázal prodat. V rozhovoru s novinářem Petrem Davidem přiznal, že po velké ceně Slovenska v červnu, kde zaplaval 2:00,05, chtěl tuto trať plavat až na mistrovství Evropy. Před závodem míval myšlenky, jak po rychlém začátku v druhé části fyzicky odejde. Z možných řešení jak z problému ven, viděl v zaměření pozornosti jinam, třeba na 200 m volný způsob – hranice 1:50 byla výzvou.

### Úspěšné mistrovství světa 1986, prolomení motýlkové kletby
V zimní sezóně se mu tradičně nevyhnuly zdravotní problémy. Kvůli nachlazení nemohl startovat v únoru na závodech v Barceloně. Na zimním mistrovství republiky koncem února vynechal 200 m motýlek. Na toto téma později uvedl: „Potřebuju dostat na tuto trať chuť. Loni jsem se na dlouhého motýlka, netěšil, až příliš dobře jsem věděl, jak tahle disciplína bolí.“ V průběhu zimy se v tréninku soustředil na neplavecké, gymnastické prvky jako obrátky a start. Géryho silnou stránkou v závodech byl start. Každý předčasný start s pádem do vody sebou nese zbytečné ochlazení svalů a únik tepla „nácviku startů se věnuji vždy o něco víc před závody. Je to věc reakce i odhadů zvyků startéra, důležité jsou i první metry ve vodě, najít ideální polohu – to je otázka citu, najednou člověk cítí, kdy je to prostě ono“.
V květnu absolvoval závěrečnou přípravu na letní sezónu v Tatrách v hotelu FIS. V závěru přípravy odletěl na testovací závody do švédského Mölndalu u Göteborgu. V červnu plaval poprvé od prosince minulého roku 200 m motýlek na velké ceně Slovenska v Bratislavě v čase 2:00,46. S výsledkem byl spokojený a vzápětí prohlásil, že jí bude opět plavat až na srpnovém mistrovství světa v Madridu.
V červenci se účastnil s Josfem Hladkým první soutěže Her dobré vůle v Moskvě zorganizovaných americkým podnikatelem Tedem Turnerem. Hry měly být symbolem usmíření dvou velkých politických táborů, které si přes olympijské hnutí začali vyřizovat účty a brát své sportovce jako rukojmí. V Moskvě startoval v disciplíně 100 m motýlek a skončil na 5. místě v čase 55,26. Závod provázely nedorozumění s pořadateli. Při prohlídce startovní listy zjistil, že ho pořadatelé místo na 100 m motýlek napsali do startovní listiny na 100 m volný způsob s osobním rekordem 54,46, a tedy do nejméně výhodné 8 dráhy. Po protestu byl přeřazen na 100 m motýlek, ale v 8 dráze již zůstal – z krajních drah plavec nemá potřebný přehled o průběhu závodu a od stěn mohou vznikat nepříjemné vlny. Po návratu domů odjel s reprezentací na třítýdenní soustředění do francouzského horského střediska Font-Romeu-Odeillo-Via. Týden po návratu z Francie dolaďoval formu v Praze-Podolí. Po návratu si posteskl, že mohli mít lepší počasí. Foukal jim studený vítr a musel plavat v pro něho studené vodě. Jako pozitivum uvedl, že se odtrénoval celé soustředění bez zdravotních potíží.
Na mistrovství světa v Madridu byl příhlášen mimo motýlkářských tratí také na 200 m volný způsob a sprinterské štafety 4×100 m. Úvodní den mistrovství postoupil na 200 m volný způsob z rozplaveb v novém československém rekordu 1:50,62 do A-finále. Finále plaval ve třetí dráze vedle Američana Matta Biondiho. Od startu bojoval o čtvrté až šesté místo a v cíli skončil v čase vylepšeného československého rekordu 1:50,06 na výborném 5. místě – tento čas byl v roce 2023 stále platným slovenským rekordem. Po závodě řekl, že si nepamatoval, jestli se někdy v závodě tolik vydal. Před závodem se vsadil s fyzioterapeutem Jiřím Jelínkem, že zaplave čas pod 1:50. Sázku prohrál. Další den startoval v závodě na 100 m motýlek. Z rozplaveb postoupil šestým nejlepším časem 54,79 do A-finále a v odpoledním finále svoje 6. místo obhájil časem 54,54. Po finále přiznal, že byl smířen s bojem o 5.–7. místo a plaval klidně, až se toho sám bál. Za tři dny plaval poslední čtvrtý úsek sprinterské štafeta na 4×100 m. Štafeta doplavala ve čtvrté rozplavbě na 3. místě v čase 3:24,97 a celkově skončila na 10. místě. Den na to ho čekalo poslední vystoupení na mistrovství v závodě na 200 m motýlek. V rozplavbách nakonec prolomil zakletou hranici 2 minut časem 1:59,90 a ze druhého místa postoupil do A-finále. V odpoledním finále doplaval v čase nového československého rekordu 1:59,46 na 4. místě. Po závodě byl zklamaný. Začal pomaleji, pokazil obrátky a na první stovce zaostal oproti svému startu v rozplavbách. Drtivým závěrečným sprintem ztrátu na medaili nesmazal. Na otázku jestli ho mrzí desetinový odstup od medaile odpověděl: „Jsem spokojený, protože se mi podařilo víc, než jsem očekával, i když té medaile je mi líto. Je mi 21 let, věřím, že ještě není všem dnům konec.“

### Emigrace 1986 a čekání na občanství 1987–1989
Návrat domů z mistrovství světa v Madridu nebyl bez komplikací. V Madridu se rozhodl nelegálně zůstat jeho dlouholetý reprezentační kolega Josef Hladký. Již jednou před 4 roky o emigraci sám vážně uvažoval, ale rozmyslel si to. Na mistrovství světa plaval v závodě na 200 m ve finále s bývalým československým reprezentantem Vlastimilem Černým, který před 4 roky emigroval a se kterým byl na hotelovém pokoji ubytovaný. Před i po závodě v Madridu s Černým po letech opět mluvil. 
Byl čerstvě ženatý a s manželkou Michaelou dostal možnost vyjet koncem září na dovolenou do Jugoslávie. Povolení k výjezdu dostal bez potíží, neměl konflikty s představiteli strany, ba naopak jim v mnoha směrech vycházel vstříc viz. například jeho vyjádření k bojkotu olympijským hrám v Los Angeles. Na dovolenou odjížděl s přesvědčením se do Československa nevrátit. Od moře odjel s manželkou do Bělehradu, kde na kanadské ambasádě požádal o mezinárodní ochranu a politický azyl. Kontaktoval Vlastimila Černého, který se mu snažil zajistit finanční garance pro povolení příjezdu do Kanady. Garance nakonec získal a s tím i povolení přicestovat jako uprchlík do Kanady.
Politický azyl dostal v roce 1987 a s ním mohl startovat za některý z kanadských plaveckých klubů. Vybral si torontský klub svého zachránce Vlastimila Černého North York Aquatic Club (NYAC) a trenéra Jima Fowlieho. Minimální doba pro získání občanství v Kanadě byla tři roky a v jeho případě tak padla naděje na start na olympijských hrách v Soulu v roce 1988. Vyřízení občanství ve zrychleném řízení kanadská vláda zamítla. I v případě schválení žádost o získání občanství v zrychleném řízení v termínu by pravděpodobně v jeho případě Českoslovenký olympijský výbor uplatnil pravidlo 8 (dnes 41) Olympijské charty, která postihuje změnu občanství sportovců a start za novou zemi. Konkrétně sportovec pokud chce na olympijských hrách, mistrovství světa apod. startovat za novou zemi musí mít po dobu tří let svolení země, kterou dříve reprezentoval. V Géryho případě toto karenční období vypršelo v srpnu/září 1989. V praxi toto pravidlo ČSOV uplatnilo na olympijských hrách v Soulu v případu Jana Bidrmana.
Za kanadskou reprezentaci nemohl bez občanství startovat. Mohl reprezentovat pouze svůj kanadský klub a to i na mezinárodních závodech. Největší akcí v tomto směru byla pohárová soutěž Pan Pacific Championships.

### Reprezentant Kanady 1990–1993 – premiérový start na olympijských hrách 1992
V Kanadě se začal úzce specializovat na trať 100 m motýlek. Na podzim 1989 přestoupil do ambiciózního klubu Etobicoke SC, který uzavřel sponzorskou smlouvu s firmou Pepsi a najal špičkové plavce a americké trenéry v čele s Mitchem Iveyem. Pod vedením Iveyem, který byl specialistou na plavecký styl motýlek – trenér Pedra Moralese a dalších, odstranil některé technické nedostatky a začal pravidelně plavat časy pod 54 sekund. Hlavní sponzor však po dvou letech z klubu odešel a s ním i Ivey. Vrátil se tak do NYAC, ale v podstatě se připravoval pod vedením reprezentačního trenéra Byrona MacDonalda v tréninkovém středisku University of Toronto.
Jeho žádost o občanství kanadská vláda schválila 22. prosince 1989. V lednu 1990 poprvé reprezentoval Kanadu na Hrách Commonwealthu v novozélandském Aucklandu, kde získal individuální stříbrnou medaili v závodě na 100 m motýlek v čase 54,42 a dvě medaile zlatou a bronzovou s kanadskou štafetou.
Jeho sportovní kariéru dotoval Kanadský plavecký svaz (CASA) přes organizaci Sport Canada dotovanou ze státního rozpočtu. Další podporu dostával od státu podle umístění ve světovém žebříčku zaplavaných časů v 50 m bazénu – do 8. místa 650 CAD měsíčně, do 16. místa 550 CAD měsíčně, do 50. místa 450 CAD měsíčně. Nakonec CASA vyplácela bonusy za umístění na vybraných závodech – do 4. místa 1000 CAD, do 8. místa 600 CAD, do 12. místa 400 CAD. Pro zajímavost měsíční nájem v Torontu stál v průměru 500 CAD.
Na přelomu roku 1990 a 1991 reprezentoval Kanadu na mistrovství světa v plavání v australském Perthu. Na 100 m motýlek postoupil z rozplaveb do A-finále časem 54,30. Ve finále obsadil pěkné 5. místo v čase 53,93. Startoval také ve sprinterské štafetě na 4×100 m ve finále a motýlkový úsek v polohové štafetě 4×100 m v rozplavbách i ve finále. Ve finále obsadil s polohovou štafetou 4. místo setinu za třetími Němci.
V roce 1992 uspěl v kanadské olympijské nominaci a startoval poprvé na olympijských hrách v Barceloně. Na své královské trati 100 m motýlek postoupil do A-finále časem 53,94. Ve finále obsadil konečné 6. místo v čase 54,18. V polohové štafetě 4×100 m plaval třetí motýlkářský úsek v rozplavbách i ve finále. Ve finále kanadská polohová štafeta vrátila německé štafetě porážku z posledního mistrovství světa a skončila na třetím místě. Získal bronzovou olympijskou medaili.
V roce 1993 ještě objel několik závodů světového poháru a v roce 1994 ukončil sportovní kariéru.

### Mezinárodní výsledky
| rok                      | věk    | závod              | bazén | disciplína         | poz.             | čas     | fáze      | datum     | místo                 | poznámka        |
| ------------------------ | ------ | ------------------ | ----- | ------------------ | ---------------- | ------- | --------- | --------- | --------------------- | --------------- |
| 1981                     | 16 let | mistrovství Evropy | 50 m  | 100 m volný způsob | 15.              | 53,04   | B-finále  | 7.9.1981  | Split, Jugoslávie     |                 |
| 1981                     | 16 let | mistrovství Evropy | 50 m  | 100 m motýlek      | 7.               | 55,83   | A-finále  | 9.9.1981  | Split, Jugoslávie     |                 |
| 1981                     | 16 let | mistrovství Evropy | 50 m  | 200 m motýlek      | 7.               | 2:03,28 | A-finále  | 11.9.1981 | Split, Jugoslávie     |                 |
| 1982                     | 17 let | mistrovství světa  | 50 m  | 100 m motýlek      | 12.              | 55,70   | B-finále  | 2.8.1982  | Guayaquil, Ekvádor    |                 |
| 1982                     | 17 let | mistrovství světa  | 50 m  | 100 m volný způsob | 19.              | 52,06   | B-finále  | 3.8.1982  | Guayaquil, Ekvádor    |                 |
| 1982                     | 17 let | mistrovství světa  | 50 m  | 200 m motýlek      | 11.              | 2:02,50 | B-finále  | 7.8.1982  | Guayaquil, Ekvádor    |                 |
| 1983                     | 18 let | mistrovství Evropy | 50 m  | 200 m volný způsob | 30.              | 2:07,35 | rozplavby | 22.8.1983 | Řím, Itálie           | vypuštěný závod |
| 1983                     | 18 let | mistrovství Evropy | 50 m  | 100 m motýlek      | 12.              | 56,23   | B-finále  | 23.8.1983 | Řím, Itálie           |                 |
| 1983                     | 18 let | mistrovství Evropy | 50 m  | 100 m volný způsob | 13.              | 52,02   | B-finále  | 24.8.1983 | Řím, Itálie           |                 |
| 1983                     | 18 let | mistrovství Evropy | 50 m  | 200 m motýlek      | 4.               | 2:00,02 | A-finále  | 26.8.1983 | Řím, Itálie           |                 |
| 1983                     | 18 let | mistrovství Evropy | 50 m  | polohová štafeta   | 11.              | 3:55,88 | rozplavby | 28.8.1983 | Řím, Itálie           | 3. úsek         |
| 1984                     | 19 let | družba 84          | 50 m  | 100 m motýlek      | Bronzová medaile | 55,17   | A-finále  | 20.8.1984 | Moskva, Sovětský svaz |                 |
| 1984                     | 19 let | družba 84          | 50 m  | 100 m volný způsob | 4.               | 51,15   | A-finále  | 21.8.1984 | Moskva, Sovětský svaz |                 |
| 1984                     | 19 let | družba 84          | 50 m  | štafeta 4×200m     | Bronzová medaile | 7:24,78 | finále    | 22.8.1984 | Moskva, Sovětský svaz | 4. úsek         |
| 1984                     | 19 let | družba 84          | 50 m  | štafeta 4×100m     | Bronzová medaile | 3:27,31 | finále    | 23.8.1984 | Moskva, Sovětský svaz | 4. úsek         |
| 1984                     | 19 let | družba 84          | 50 m  | 200 m motýlek      | Bronzová medaile | 2:00,34 | A-finále  | 24.8.1984 | Moskva, Sovětský svaz |                 |
| 1984                     | 19 let | družba 84          | 50 m  | polohová štafeta   | Bronzová medaile | 3:43,25 | finále    | 25.8.1984 | Moskva, Sovětský svaz | 4. úsek         |
| 1985                     | 20 let | mistrovství Evropy | 50 m  | 100 m motýlek      | Bronzová medaile | 54,86   | A-finále  | 7.8.1985  | Sofie, Bulharsko      |                 |
| 1985                     | 20 let | mistrovství Evropy | 50 m  | štafeta 4×100m     | 5.               | 3:24,91 | finále    | 9.8.1985  | Sofie, Bulharsko      | 4. úsek         |
| 1985                     | 20 let | mistrovství Evropy | 50 m  | 200 m motýlek      | 5.               | 2:00,54 | A-finále  | 10.8.1985 | Sofie, Bulharsko      |                 |
| 1985                     | 20 let | mistrovství Evropy | 50 m  | polohová štafeta   | 9.               | 3:52,54 | rozplavby | 11.8.1985 | Sofie, Bulharsko      | 3. úsek         |
| 1985                     | 20 let | univerziáda        | 50 m  | 200 m volný způsob | Bronzová medaile | 1:50,98 | A-finále  | 25.8.1985 | Kóbe, Japonsko        |                 |
| 1985                     | 20 let | univerziáda        | 50 m  | 100 m motýlek      | 6.               | 54,87   | A-finále  | 26.8.1985 | Kóbe, Japonsko        |                 |
| 1985                     | 20 let | univerziáda        | 50 m  | 100 m volný způsob | 4.               | 50,93   | A-finále  | 27.8.1985 | Kóbe, Japonsko        |                 |
| 1985                     | 20 let | univerziáda        | 50 m  | 200 m motýlek      | 5.               | 2:00,72 | A-finále  | 29.8.1985 | Kóbe, Japonsko        |                 |
| 1986                     | 21 let | mistrovství světa  | 50 m  | 200 m volný způsob | 5.               | 1:50,06 | A-finále  | 17.8.1986 | Madrid, Španělsko     |                 |
| 1986                     | 21 let | mistrovství světa  | 50 m  | 100 m motýlek      | 6.               | 54,54   | A-finále  | 18.8.1986 | Madrid, Španělsko     |                 |
| 1986                     | 21 let | mistrovství světa  | 50 m  | štafeta 4×100 m    | 10.              | 3:24,97 | rozplavby | 20.8.1986 | Madrid, Španělsko     | 4. úsek         |
| 1986                     | 21 let | mistrovství světa  | 50 m  | 200 m motýlek      | 4.               | 1:59,46 | A-finále  | 21.8.1986 | Madrid, Španělsko     |                 |
| jako reprezentant Kanady |        |                    |       |                    |                  |         |           |           |                       |                 |
| 1991                     | 26 let | mistrovství světa  | 50 m  | 100 m motýlek      | 5.               | 53,93   | A-finále  | x.1.1991  | Perth, Austrálie      |                 |
| 1991                     | 26 let | mistrovství světa  | 50 m  | štafeta 4×100 m    | 6.               | 3:22,42 | finále    | x.1.1991  | Perth, Austrálie      | 2. úsek, finále |
| 1991                     | 26 let | mistrovství světa  | 50 m  | polohová štafeta   | 4.               | 3:42,14 | finále    | x.1.1991  | Perth, Austrálie      | 3. úsek         |
| 1992                     | 27 let | olympijské hry     | 50 m  | 100 m motýlek      | 6.               | 54,18   | A-finále  | 27.7.1992 | Barcelona, Španělsko  |                 |
| 1992                     | 27 let | olympijské hry     | 50 m  | polohová štafeta   | Bronzová medaile | 3:39,66 | finále    | 31.7.1992 | Barcelona, Španělsko  | 3. úsek         |

### Československé rekordy
pozn. 1: pouze seniorské rekordy v 50 m bazénu

pozn. 2: tabulka byla sestavena z novinových článků a nemusí být kompletní
| rok  | disciplína         | čas     | klub                   | datum     | závod                         | místo                    | poznámka                | platnost         | pokořitel            |
| ---- | ------------------ | ------- | ---------------------- | --------- | ----------------------------- | ------------------------ | ----------------------- | ---------------- | -------------------- |
| 1981 | 100 m volný způsob | 53,37   | TJ Vysoké školy Trnava | 23.6.1981 | mezistátní trojutkání         | Štýrský Hradec, Rakousko |                         |                  |                      |
| 1981 | 100 m volný způsob | 52,23   | TJ Vysoké školy Trnava | 16.7.1981 | letní mistrovství republiky   | Pasienky, Bratislava     |                         |                  |                      |
| 1982 | 100 m volný způsob | 52,05   | TJ Vysoké školy Trnava | 5.6.1982  | Velká cena Slovenska          | Pasienky, Bratislava     |                         |                  |                      |
| 1982 | 200 m volný způsob | 1:53,55 | TJ Vysoké školy Trnava | 12.6.1982 | mistrovství dorostu SSR       | Pasienky, Bratislava     |                         |                  |                      |
| 1982 | 100 m motýlek      | 55,54   | TJ Vysoké školy Trnava | 2.8.1982  | mistrovství světa             | Guayaquil, Ekvádor       | rozplavby               |                  |                      |
| 1983 | 200 m motýlek      | 2:00,85 | TJ Vysoké školy Trnava | 12.3.1983 | zimní mistrovství republiky   | Podolí, Praha            |                         |                  |                      |
| 1983 | 100 m volný způsob | 51,96   | TJ Vysoké školy Trnava | 13.3.1983 | zimní mistrovství republiky   | Podolí, Praha            |                         |                  |                      |
| 1983 | 200 m volný způsob | 1:53,29 | TJ Vysoké školy Trnava | 27.3.1983 | mezistátní utkání s FRG a NED | Drachten, Nizozemsko     | 1. úsek štafety 4×200 m |                  |                      |
| 1983 | 100 m motýlek      | 55,01   | TJ Vysoké školy Trnava | 3.4.1983  | mezistátní utkání s SUI a FIN | Turku, Finsko            |                         |                  |                      |
| 1983 | 100 m volný způsob | 51,55   | TJ Vysoké školy Trnava | 4.4.1983  | mezistátní utkání s SUI a FIN | Turku, Finsko            |                         |                  |                      |
| 1983 | 200 m motýlek      | 2:00,02 | TJ Vysoké školy Trnava | 26.8.1983 | mistrovství Evropy            | Řím, Itálie              | finále                  |                  |                      |
| 1984 | 200 m volný způsob | 1:53,04 | TJ Vysoké školy Trnava | 9.3.1984  | zimní mistrovství republiky   | Lužánky, Brno            |                         |                  |                      |
| 1984 | 200 m volný způsob | 1:52,75 | TJ Vysoké školy Trnava | 17.3.1984 | mezistátní utkání s FRG a NED | Karlsruhe, Německo       |                         |                  |                      |
| 1984 | 100 m volný způsob | 51,25   | TJ Vysoké školy Trnava | 21.8.1984 | Družba 84                     | Moskva, Sovětský vaz     |                         |                  |                      |
| 1985 | 100 m motýlek      | 54,46   | TJ Vysoké školy Trnava | 16.3.1985 | mezistátní utkání s NED a FRA | Lužánky, Brno            |                         | 7 let a 290 dní  | zánik ČSFR (1993)    |
| 1985 | 100 m volný způsob | 51,08   | TJ Vysoké školy Trnava | 9.6.1985  | Velká cena Slovenska          | Pasienky, Bratislava     | rozplavby               |                  |                      |
| 1985 | 200 m volný způsob | 1:51,69 | TJ Vysoké školy Trnava | 18.7.1985 | letní mistrovství republiky   | Pasienky, Bratislava     |                         |                  |                      |
| 1985 | 100 m volný způsob | 50,93   | TJ Vysoké školy Trnava | 27.8.1985 | univerziáda                   | Kóbe, Japonsko           |                         | 2 roky a 331 dní | Petr Kladiva (1988)  |
| 1985 | 200 m volný způsob | 1:50,98 | TJ Vysoké školy Trnava | 25.8.1985 | univerziáda                   | Kóbe, Japonsko           | finále                  |                  |                      |
| 1986 | 50 m volný způsob  | 23,62   | TJ Vysoké školy Trnava | 21.2.1986 | zimní mistrovství republiky   | Pasienky, Bratislava     |                         | 1 rok a 258 dní  | Jarmil Proněk (1987) |
| 1986 | 200 m volný způsob | 1:50,62 | TJ Vysoké školy Trnava | 17.8.1986 | mistrovství světa             | Madrid, Španělsko        | rozplavby               |                  |                      |
| 1986 | 200 m volný způsob | 1:50,06 | TJ Vysoké školy Trnava | 17.8.1986 | mistrovství světa             | Madrid, Španělsko        | finále                  | 6 let a 136 dní  | zánik ČSFR (1993)    |
| 1986 | 200 m motýlek      | 1:59,90 | TJ Vysoké školy Trnava | 22.8.1986 | mistrovství světa             | Madrid, Španělsko        | rozplavby               |                  |                      |
| 1986 | 200 m motýlek      | 1:59,46 | TJ Vysoké školy Trnava | 22.8.1986 | mistrovství světa             | Madrid, Španělsko        | finále                  | 6 let a 131 dní  | zánik ČSFR (1993)    |

### Slovenské rekordy
| rok  | disciplína         | čas     | klub                   | datum     | závod                         | místo                | poznámka | platnost         | pokořitel                 |
| ---- | ------------------ | ------- | ---------------------- | --------- | ----------------------------- | -------------------- | -------- | ---------------- | ------------------------- |
| 1985 | 100 m motýlek      | 54,46   | TJ Vysoké školy Trnava | 16.3.1985 | mezistátní utkání s NED a FRA | Lužánky, Brno        |          | 24 let a 76 dní  | Nórbert Trudman (2009)    |
| 1985 | 100 m volný způsob | 50,93   | TJ Vysoké školy Trnava | 27.8.1985 | univerziáda                   | Kóbe, Japonsko       |          | 30 let a 296 dní | Tomáš Púchly (2016)       |
| 1986 | 50 m volný způsob  | 23,62   | TJ Vysoké školy Trnava | 21.2.1986 | zimní mistrovství republiky   | Pasienky, Bratislava |          | 14 let a 97 dní  | Rastislav Kaňuk (2000)    |
| 1986 | 200 m volný způsob | 1:50,06 | TJ Vysoké školy Trnava | 17.8.1986 | mistrovství světa             | Madrid, Španělsko    | finále   | 37 let a 268 dní | František Jablčník (2024) |
| 1986 | 200 m motýlek      | 1:59,46 | TJ Vysoké školy Trnava | 22.8.1986 | mistrovství světa             | Madrid, Španělsko    | finále   | 32 let a 335 dní | Richard Nagy (2019)       |